# Copán (departement)
Departamento de Copán är ett departement i Honduras. Det ligger i den västra delen av landet, 210 km nordväst om huvudstaden Tegucigalpa. Antalet invånare är 289 000. Arean är 3 242 kvadratkilometer.
Terrängen i Departamento de Copán är bergig åt sydväst, men åt nordost är den kuperad.
Departamento de Copán delas in i kommunerna:

1. Cabañas
2. Concepción
3. Copán Ruinas
4. Corquín
5. Cucuyagua
6. Dolores
7. Dulce Nombre
8. El Paraíso
9. Florida
10. La Jigua
11. La Unión
12. Nueva Arcadia
13. San Agustín
14. San Antonio
15. San Jerónimo
16. San José de Copán
17. San Juan de Opoa
18. San Nicolás
19. San Pedro de Copán
20. Santa Rita
21. Santa Rosa de Copán
22. Trinidad de Copán
23. Veracruz

Följande samhällen finns i Departamento de Copán:

- Santa Rosa de Copán
- La Entrada
- Copán
- Florida
- Corquín
- Dulce Nombre
- Cucuyagua
- Trinidad de Copán
- San Nicolás
- Chalmeca
- San José de Copán
- San Agustín
- San Juan de Opoa
- Los Tangos
- Ojos de Agua
- La Playona
- El Corpus
- Buenos Aires
- San Joaquín
- Quezailica
- Dolores
- La Zumbadora
- Agua Caliente
- Pueblo Nuevo
- San Juan de Planes
- San Jerónimo
- Veracruz
- El Ocotón
- Concepción de la Barranca
- Río Amarillo
- La Jigua
- Vivistorio
- El Derrumbo
- Los Arroyos
- Nueva Armenia
- Santa Cruz
- Ostumán
- La Ruidosa